# Golden Sun : Obscure Aurore
Golden Sun : Obscure Aurore (黄金の太陽 漆黒なる夜明け, Ōgon no Taiyō: Shikkokunaru Yoake) est un jeu vidéo de rôle développé par Camelot Co.Ltd. et édité par Nintendo, le troisième de la série Golden Sun. Le jeu a été dévoilé par Nintendo le 2 juin 2009 à l'E3 2009, et son nom a été annoncé un an plus tard à l'E3 2010. Il est sorti le 10 décembre 2010 ,, en Europe sur Nintendo DS. Ce jeu est la suite de Golden Sun : L'Âge perdu, sorti en 2003 sur Game Boy Advance, et qui connut à l'époque un grand succès.

## Trame
Ce troisième volet se déroule à nouveau dans le monde Weyard où l'alchimie est à la fois source de civilisation et de destruction. Grâce aux exploits des héros dans les deux précédents volets, un sceau magique a permis de contenir l'alchimie dans le Mont Aleph. Le pouvoir de l'alchimie, sous la forme du Soleil d'Or (Golden Sun) permet à ce monde en déclin de se redresser.
Golden Sun : Obscure Aurore se déroule 30 ans après les aventures Golden Sun : L'Âge perdu. On y suit l'aventure des descendants des héros des deux premiers volets.

## Système de jeu
Comme ses prédécesseurs, Obscure Aurore propose une formule de jeu de rôle assez traditionnelle. Le joueur dirige un groupe de personnages dans un monde de fantasy et peut dialoguer avec les personnages non-joueurs, combattre des monstres, rendre la Psynergie et les équipements des personnages de plus en plus puissants et suivre une histoire linéaire. Contrairement aux précédents opus, certains lieux deviennent inaccessibles après avoir passés certaines étapes, de nouveaux deviennent néanmoins accessibles dès que le joueur récupère un bateau. Parmi les nouvelles fonctionnalités, on peut citer un système d'encyclopédie qui explique les différents élements du gameplay.

## Accueil
Le jeu a été globalement bien accueilli par la presse spécialisée.

## Suite
Le magazine britannique Nintendo Gamer (anciennement NGamer) a conduit une interview avec Hiroyuki Takahashi, le président de Camelot à l'occasion de la sortie de Mario Tennis Open ; interrogé sur la possibilité qu'il y ait un Golden Sun 4, ce dernier répond :

« Un RPG, ça prend beaucoup de temps et d'effort. Et si vous avez joué au jeu, vous aurez remarqué que le nombre d'idées incluses dans l'histoire était assez grand. Quand j'écris une histoire pour un jeu Golden Sun, j'y mets toute mon âme et lorsque je la finis je me sens vidé. Tous ceux qui travaillent sur le projet y sont très dévoués, le traitant comme le travail ultime de leur vie. C'est donc très encourageant de voir une réaction positive de la part des gens qui jouent au jeu.
Une grande raison pour laquelle nous faisons des RPG vient des gens qui ont aimé nos RPG passés. Peut être que si suffisamment de fans de Nintendo nous demandent un autre jeu Golden Sun, nous en développerons un jeu de la sorte.
Du point de vue de l'histoire, personnellement, je pense que ça ne risque pas d'arriver parce que Golden Sun demande beaucoup d'efforts. Mais bien entendu si suffisamment de personnes se font entendre, nous écouterons. Mais même là, il faudra me donner un peu de temps pour avoir suffisamment d'idées pour l'histoire avant de sortir un quatrième jeu. »